# Онтаке
О́нтаке (яп. 御嶽山 Онтакэ-сан) или Онтакэ-Яма — сложный вулкан. Расположен на японском острове Хонсю, на границе префектур Нагано и Гифу, в 100 км к северо-востоку от города Нагои и примерно в 200 км к западу от Токио.
Второй по величине вулкан Японии. Высота — 3067 м. Склоны покрыты лесом. Является популярным туристическим объектом.

## Извержения
Считался потухшим до 1979 года, когда в конце октября произошла серия извержений, во время которых он выбросил 200 тысяч тонн пепла. Также были небольшие извержения в 1991 и 2007 годах.
В субботу 27 сентября 2014 года вулкан неожиданно начал извергаться. На склонах в это время находились сотни людей, поскольку вулкан популярен как объект восхождений и считается удобным и достаточно безопасным для начинающих альпинистов.Число раненых пока точно не известно. На 20 ноября 2014 года зарегистрирована гибель 57 человек. Всего на вулкане в момент извержения находилось более 300 человек, около 60 из которых смогли экстренно спуститься вниз. Остальные были вынуждены укрыться в двух альпинистских лагерях на склонах Онтаке.